# Rivière de l'Esturgeon (rivière Châteauguay)
Pour les articles homonymes, voir Esturgeon.
La rivière de l'Esturgeon est un affluent de la rivière Châteauguay, coulant sur la rive sud du fleuve Saint-Laurent, dans la région administrative de la Montérégie, dans la province de Québec, au Canada. Cette rivière traverse les municipalités suivantes :
- Saint-Isidore et Mercier dans la MRC de Roussillon ;
- Sainte-Martine, dans la MRC Beauharnois-Salaberry.

## Géographie
La rivière de l'Esturgeon prend sa source d'un ruisseaux agricoles au sud du centre du village de Saint-Rémi, à l'est de la confluence de la rivière Châteauguay avec la rivière de l'Esturgeon et de la rivière Châteauguay, à 13 km au sud-est de l'embouchure de la rivière Châteauguay.
À partir de sa source, le courant de la rivière de l'Esturgeon coule vers l'ouest sur environ 20 km jusqu'à sa confluence avec la rivière Châteauguay. 

## Toponymie
Le toponyme « rivière de l'Esturgeon » a été officialisé le 3 mars 1993 à la Commission de toponymie du Québec.